# クノプフィア (小惑星)
クノプフィア (1311 Knopfia) は、小惑星帯の小惑星である。カール・ラインムートがハイデルベルクのケーニッヒシュトゥール天文台で発見した。
ドイツ人の天文学者 O. クノプフに因んで名付けられた。